# Cocardier (Camargue)
Pour les articles homonymes, voir Cocardier.

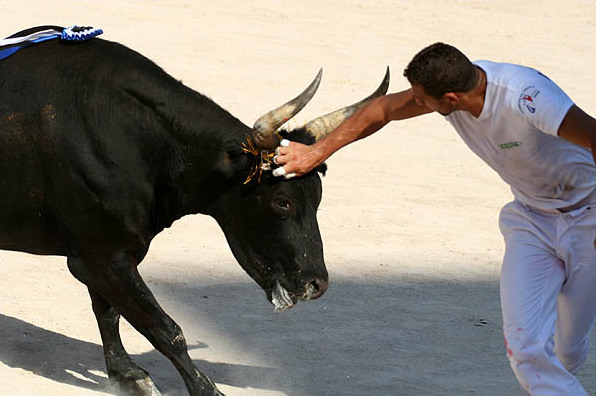
Un taureau et un raseteur dans la 75e Cocarde d'or.

Le cocardier ou taureau cocardier  ou  biòu en provençal est une race bovine camarguaise, destinée aux spectacles de course camarguaise. 

## Caractéristiques
On le désigne  sous le nom de taureau cocardier  ou même de taureau de Camargue alors qu'il s'agit d'un bœuf (biòu), castré à l'âge d'un an. Il porte à ce moment-là le nom de anouble, voisin du mot añojo qui désigne un taureau de combat d'un an.  D'une hauteur moyenne de 1,20 m,  il pèse de 250 à 350 kg, sa légèreté explique sa rapidité à la course. « Ses cornes sont en croissant, en gobelet ou en lyre, très relevées ».

## Rôle dans la course

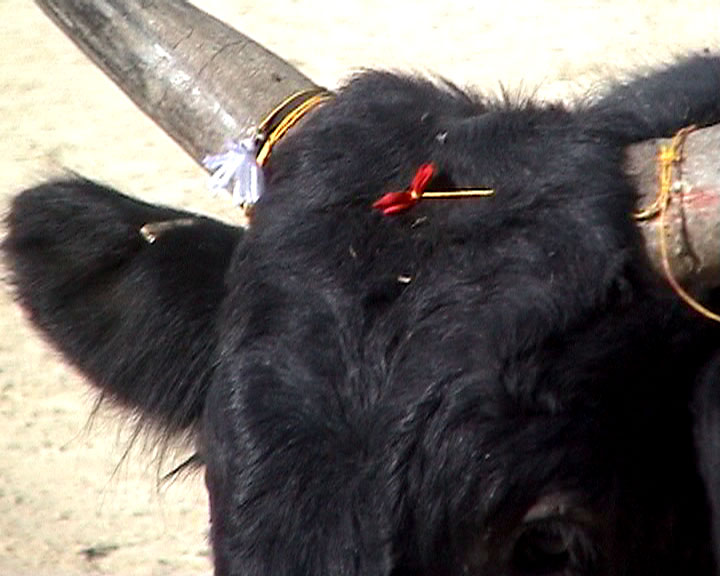
Les attributs primés du cocardier.

Il doit défendre les attributs primés qu'on lui a accrochés sur la tête et sur les cornes, contre les attaques des raseteurs qui s'efforcent de les lui enlever avec un crochet en faisant des rasets, aidés en cela des tourneurs. Il s'agit de : la cocarde, petit morceau de tissu rouge, des glands, deux pompons blancs, d'une ficelle frontale passée derrière les cornes et  deux ficelles accrochées aux cornes. En trompant la vigilance de l'animal par un jeu de feintes, de courses, et de sauts, les raseteurs aidés des tourneurs vont tenter de les lui enlever.
Mais ce ne sont pas les raseteurs que l'on acclame, c'est le cocardier qui est la vedette de la course camarguaise. S'il a bien réussi à tromper la vigilance des hommes et s'il revient au toril avec beaucoup d'attributs, il est accompagné de l'air d'ouverture de Carmen. Toutefois lorsqu'un biòu retourne au toril sans aucun de ses attributs, on considère que c'est une honte pour lui.
Au contraire du taureau de combat qui doit baisser la tête (humilier) dans la muleta pour montrer sa noblesse, le cocardier se doit de charger en se dressant à chaque attaque. Face à lui, les raseteurs armés d'un simple crochet métallique à quatre branches provoquent l'animal pour parvenir à hauteur de sa tête et trancher un de ses attributs, puis s'élancer vers la barricade qui délimite la piste.

## Élevage

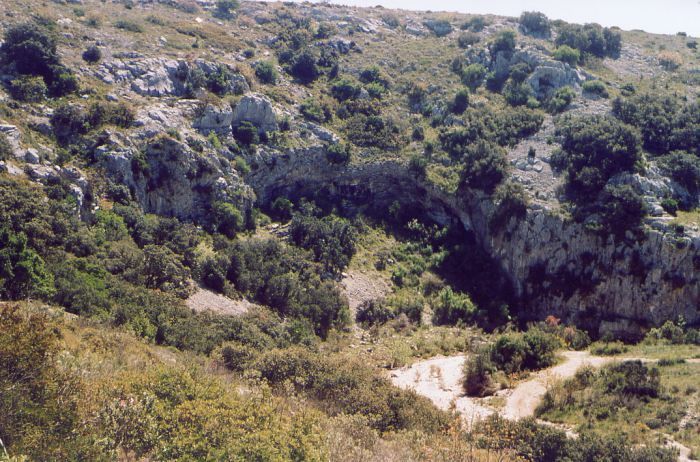
Paysage de garrigue dans le Languedoc

Le cocardier est élevé dans une manade où il vit paisiblement. Contrairement au taureau de combat, le cocardier ne charge pas tant qu'un homme n'est pas entré sur son territoire. Il vit pacifiquement dans les terres marécageuses du delta du Rhône, dans les plaines de la Crau et de la Petite Camargue, dans les garrigues du Gard et de l'Hérault.
Chaque manadier possède généralement plusieurs élevages dispersés sur des territoires différents : le plus souvent une manade, une ganadería et un élevage de bœuf de boucherie, le Camargue AOC étant très apprécié.

## Cocardiers illustres
Un cocardier peut faire une carrière qui dure une dizaine d'années. Son nom est annoncé en grosses lettres sur les cartels. Goya, taureau des années 1970, est un des plus célèbres cocardiers de Beaucaire,,,. Le Clairon également de Beaucaire, né en 1920 dans la manade Granon a été une vedette dans les années 1930. Il a sa statue en pierre à l'entrée de la ville depuis 1963, la précédente en bronze ayant été déboulonnée et fondue en 1943, dans le cadre de la mobilisation des métaux non ferreux.  D'autres cocardiers ont leurs statues tel Pascalet de la manade Rebuffat à Lunel ou Barraïé, Muscadet à Mauguio ou Gandar à Vauvert. Le Sanglier de la manade Granon inhumé au Cailar en 1933 a aussi une stèle à sa mémoire,.
Les cocardiers aimarguois sont particulièrement célèbres par la manière dont ils sont nommés. Frédéric Saumade cite notamment Scorpion, aux cornes en forme de scorpion, Arrogant qui était arrogant, Facteur qui a bousculé un facteur. Mais aussi les cocardiers aux noms patriotiques : Clemenceau, Joffre, Marat, Danton.